# Чемпионат Европы по баскетболу 2007. Группа E
В этой статье представлено положение команд и результаты матчей в группе E квалификационного раунда чемпионата Европы по баскетболу 2007. Состав группы был определён по результатам первого раунда. В группе участвовали три лучшие команды групп A (сборные Греции, Израиля, России) и B (сборные Испании, Португалии и Хорватии). Команды «сохранили» результаты матчей с командами из своих групп и провели три матча с командами из другой группы. Матчи прошли с 7 по 11 сентября 2007 года на «Мадрид Арене» в Мадриде (Испания).
Четыре лучшие команды вышли в четвертьфинал.

## Положение команд
|  | Команда вышла в плей-офф |

| Команда    | Игр | В | П | МЗ  | МП  | МР  | Очки | Тай-брейк |
| ---------- | --- | - | - | --- | --- | --- | ---- | --------- |
| Испания    | 5   | 4 | 1 | 422 | 341 | +81 | 9    | 1−0       |
| Россия     | 5   | 4 | 1 | 381 | 325 | +56 | 9    | 0−1       |
| Греция     | 5   | 3 | 2 | 353 | 348 | +5  | 8    |           |
| Хорватия   | 5   | 2 | 3 | 398 | 396 | +2  | 7    |           |
| Португалия | 5   | 1 | 4 | 350 | 420 | −70 | 6    | 1−0       |
| Израиль    | 5   | 1 | 4 | 360 | 434 | −74 | 6    | 0−1       |

Время начала матчей дано по местному времени (UTC+2).

## Результаты матчей

### 1-й тур

#### Португалия — Россия
| 7 сентября 2007 16:30 | Отчёт | Португалия                 | 65–78    | Россия       | «Мадрид Арена», Мадрид Судьи: Гжегож Земблицкий Мехмет Кесератар Оливер Краузе |
| 7 сентября 2007 16:30 | Отчёт | 13–16, 17–28, 19–24, 16–10 |          |              | «Мадрид Арена», Мадрид Судьи: Гжегож Земблицкий Мехмет Кесератар Оливер Краузе |
| 7 сентября 2007 16:30 | Отчёт | Коэлью 16                  | Очки     | Кириленко 11 | «Мадрид Арена», Мадрид Судьи: Гжегож Земблицкий Мехмет Кесератар Оливер Краузе |
| 7 сентября 2007 16:30 | Отчёт | Эвора 6                    | Подборы  | Хряпа 11     | «Мадрид Арена», Мадрид Судьи: Гжегож Земблицкий Мехмет Кесератар Оливер Краузе |
| 7 сентября 2007 16:30 | Отчёт | Миранда, Фернандеш по 2    | Передачи | Кириленко 3  | «Мадрид Арена», Мадрид Судьи: Гжегож Земблицкий Мехмет Кесератар Оливер Краузе |

#### Израиль — Хорватия
| 7 сентября 2007 19:00 | Отчёт | Израиль                    | 80–75    | Хорватия            | «Мадрид Арена», Мадрид Зрителей: 3 500 Судьи: Фабио Факкини Зоран Сутулович Оскар Лефверт |
| 7 сентября 2007 19:00 | Отчёт | 14–17, 19–18, 20–16, 27–24 |          |                     | «Мадрид Арена», Мадрид Зрителей: 3 500 Судьи: Фабио Факкини Зоран Сутулович Оскар Лефверт |
| 7 сентября 2007 19:00 | Отчёт | Грин 17                    | Очки     | Касун 18            | «Мадрид Арена», Мадрид Зрителей: 3 500 Судьи: Фабио Факкини Зоран Сутулович Оскар Лефверт |
| 7 сентября 2007 19:00 | Отчёт | Грин 16                    | Подборы  | Касун, Маркота по 7 | «Мадрид Арена», Мадрид Зрителей: 3 500 Судьи: Фабио Факкини Зоран Сутулович Оскар Лефверт |
| 7 сентября 2007 19:00 | Отчёт | Тапиро 7                   | Передачи | Кус 4               | «Мадрид Арена», Мадрид Зрителей: 3 500 Судьи: Фабио Факкини Зоран Сутулович Оскар Лефверт |

#### Испания — Греция
| 7 сентября 2007 21:30 | Отчёт | Испания                   | 76–58    | Греция              | «Мадрид Арена», Мадрид Зрителей: 10 000 Судьи: Луиджи Ламоника Илия Белошевич Борис Рыжик |
| 7 сентября 2007 21:30 | Отчёт | 23–15, 22–9, 11–15, 20–19 |          |                     | «Мадрид Арена», Мадрид Зрителей: 10 000 Судьи: Луиджи Ламоника Илия Белошевич Борис Рыжик |
| 7 сентября 2007 21:30 | Отчёт | Фернандес 20              | Очки     | Бурусис 10          | «Мадрид Арена», Мадрид Зрителей: 10 000 Судьи: Луиджи Ламоника Илия Белошевич Борис Рыжик |
| 7 сентября 2007 21:30 | Отчёт | Рейес 8                   | Подборы  | Царцарис, Бурусис 5 | «Мадрид Арена», Мадрид Зрителей: 10 000 Судьи: Луиджи Ламоника Илия Белошевич Борис Рыжик |
| 7 сентября 2007 21:30 | Отчёт | Пау Газоль 5              | Передачи | Папалукас 5         | «Мадрид Арена», Мадрид Зрителей: 10 000 Судьи: Луиджи Ламоника Илия Белошевич Борис Рыжик |

### 2-й тур

#### Португалия — Израиль
| 9 сентября 2007 16:30 | Отчёт | Португалия                 | 94–85    | Израиль   | «Мадрид Арена», Мадрид Зрителей: 4 500 Судьи: Кястутис Пилипаускас Анибаль Кастано Олег Латышев |
| 9 сентября 2007 16:30 | Отчёт | 28–14, 18–20, 19–14, 29–37 |          |           | «Мадрид Арена», Мадрид Зрителей: 4 500 Судьи: Кястутис Пилипаускас Анибаль Кастано Олег Латышев |
| 9 сентября 2007 16:30 | Отчёт | Гомеш 23                   | Очки     | Элияху 29 | «Мадрид Арена», Мадрид Зрителей: 4 500 Судьи: Кястутис Пилипаускас Анибаль Кастано Олег Латышев |
| 9 сентября 2007 16:30 | Отчёт | Гомеш 11                   | Подборы  | Элияху 9  | «Мадрид Арена», Мадрид Зрителей: 4 500 Судьи: Кястутис Пилипаускас Анибаль Кастано Олег Латышев |
| 9 сентября 2007 16:30 | Отчёт | да Силва 9                 | Передачи | Тапиро 6  | «Мадрид Арена», Мадрид Зрителей: 4 500 Судьи: Кястутис Пилипаускас Анибаль Кастано Олег Латышев |

#### Греция — Хорватия
| 9 сентября 2007 19:00 | Отчёт | Греция                     | 81–78    | Хорватия  | «Мадрид Арена», Мадрид Зрителей: 6 000 Судьи: Фабио Факкини Гжегож Земблицкий Иво Долинек |
| 9 сентября 2007 19:00 | Отчёт | 20–19, 13–21, 25–14, 23–24 |          |           | «Мадрид Арена», Мадрид Зрителей: 6 000 Судьи: Фабио Факкини Гжегож Земблицкий Иво Долинек |
| 9 сентября 2007 19:00 | Отчёт | Диамантидис 23             | Очки     | Касун 15  | «Мадрид Арена», Мадрид Зрителей: 6 000 Судьи: Фабио Факкини Гжегож Земблицкий Иво Долинек |
| 9 сентября 2007 19:00 | Отчёт | Диамантидис, Пападопулос 6 | Подборы  | Касун 6   | «Мадрид Арена», Мадрид Зрителей: 6 000 Судьи: Фабио Факкини Гжегож Земблицкий Иво Долинек |
| 9 сентября 2007 19:00 | Отчёт | Диамантидис, Спанулис 3    | Передачи | Попович 4 | «Мадрид Арена», Мадрид Зрителей: 6 000 Судьи: Фабио Факкини Гжегож Земблицкий Иво Долинек |

#### Россия — Испания
| 9 сентября 2007 21:30 | Отчёт | Россия                     | 69–81    | Испания      | «Мадрид Арена», Мадрид Зрителей: 10 000 Судьи: Саша Пукл Зоран Сутулович Оскар Лефверт |
| 9 сентября 2007 21:30 | Отчёт | 23–20, 12–20, 16–23, 18–18 |          |              | «Мадрид Арена», Мадрид Зрителей: 10 000 Судьи: Саша Пукл Зоран Сутулович Оскар Лефверт |
| 9 сентября 2007 21:30 | Отчёт | Кириленко 21               | Очки     | Кальдерон 17 | «Мадрид Арена», Мадрид Зрителей: 10 000 Судьи: Саша Пукл Зоран Сутулович Оскар Лефверт |
| 9 сентября 2007 21:30 | Отчёт | Хряпа 11                   | Подборы  | Пау Газоль 9 | «Мадрид Арена», Мадрид Зрителей: 10 000 Судьи: Саша Пукл Зоран Сутулович Оскар Лефверт |
| 9 сентября 2007 21:30 | Отчёт | Холден 4                   | Передачи | Кальдерон 4  | «Мадрид Арена», Мадрид Зрителей: 10 000 Судьи: Саша Пукл Зоран Сутулович Оскар Лефверт |

### 3-й тур

#### Хорватия — Россия
| 11 сентября 2007 16:30 | Отчёт | Хорватия                   | 70–83    | Россия             | «Мадрид Арена», Мадрид Зрителей: 5 500 Судьи: Луиджи Ламоника Кястутис Пилипаускас Мехмет Кесератар |
| 11 сентября 2007 16:30 | Отчёт | 21–19, 21–22, 14–17, 14–25 |          |                    | «Мадрид Арена», Мадрид Зрителей: 5 500 Судьи: Луиджи Ламоника Кястутис Пилипаускас Мехмет Кесератар |
| 11 сентября 2007 16:30 | Отчёт | Кус 17                     | Очки     | Кириленко 20       | «Мадрид Арена», Мадрид Зрителей: 5 500 Судьи: Луиджи Ламоника Кястутис Пилипаускас Мехмет Кесератар |
| 11 сентября 2007 16:30 | Отчёт | 3 игрока по 5              | Подборы  | Кириленко, Хряпа 8 | «Мадрид Арена», Мадрид Зрителей: 5 500 Судьи: Луиджи Ламоника Кястутис Пилипаускас Мехмет Кесератар |
| 11 сентября 2007 16:30 | Отчёт | Планинич 5                 | Передачи | Падиус 5           | «Мадрид Арена», Мадрид Зрителей: 5 500 Судьи: Луиджи Ламоника Кястутис Пилипаускас Мехмет Кесератар |

#### Греция — Португалия
| 11 сентября 2007 19:00 | Отчёт | Греция                     | 85–67    | Португалия | «Мадрид Арена», Мадрид Зрителей: 7 500 Судьи: Илия Белошевич Стелиан Баника Виргиниюс Довидавичюс |
| 11 сентября 2007 19:00 | Отчёт | 16–17, 29–17, 19–13, 21–20 |          |            | «Мадрид Арена», Мадрид Зрителей: 7 500 Судьи: Илия Белошевич Стелиан Баника Виргиниюс Довидавичюс |
| 11 сентября 2007 19:00 | Отчёт | Дикудис 17                 | Очки     | Сантуш 20  | «Мадрид Арена», Мадрид Зрителей: 7 500 Судьи: Илия Белошевич Стелиан Баника Виргиниюс Довидавичюс |
| 11 сентября 2007 19:00 | Отчёт | Дикудис 9                  | Подборы  | Эвора 6    | «Мадрид Арена», Мадрид Зрителей: 7 500 Судьи: Илия Белошевич Стелиан Баника Виргиниюс Довидавичюс |
| 11 сентября 2007 19:00 | Отчёт | Папалукас 4                | Передачи | да Силва 5 | «Мадрид Арена», Мадрид Зрителей: 7 500 Судьи: Илия Белошевич Стелиан Баника Виргиниюс Довидавичюс |

#### Испания — Израиль
| 11 сентября 2007 21:30 | Отчёт | Испания                   | 99–73    | Израиль        | «Мадрид Арена», Мадрид Зрителей: 9 500 Судьи: Владимир Драбиковский Миливое Йовчич Эдди Вьятор |
| 11 сентября 2007 21:30 | Отчёт | 19–29, 28–19, 27–20, 25–5 |          |                | «Мадрид Арена», Мадрид Зрителей: 9 500 Судьи: Владимир Драбиковский Миливое Йовчич Эдди Вьятор |
| 11 сентября 2007 21:30 | Отчёт | Пау Газоль 26             | Очки     | 3 игрока по 15 | «Мадрид Арена», Мадрид Зрителей: 9 500 Судьи: Владимир Драбиковский Миливое Йовчич Эдди Вьятор |
| 11 сентября 2007 21:30 | Отчёт | Хименес, Пау Газоль 7     | Подборы  | Грин 10        | «Мадрид Арена», Мадрид Зрителей: 9 500 Судьи: Владимир Драбиковский Миливое Йовчич Эдди Вьятор |
| 11 сентября 2007 21:30 | Отчёт | 3 игрока по 3             | Передачи | Тапиро 7       | «Мадрид Арена», Мадрид Зрителей: 9 500 Судьи: Владимир Драбиковский Миливое Йовчич Эдди Вьятор |